# Dobroc
Dobroc románul: Dobroț, falu Romániában, Erdélyben, Hunyad megyében.

## Fekvése
Körösbányától északra fekvő település.

## Története
Dobroc egykor Zaránd vármegyéhez tartozott. Nevét az oklevelek 1439-ben említették először Dobrocsafalva néven. Későbbi névváltozatai: 1525-ben Dobroch, 1808-ban Dobrócz, 1913-ban Dobroc.
1525-ben a világosi várhoz tartozott.
A trianoni békeszerződés előtt Hunyad vármegye Körösbányai járásához tartozott. 1910-ben 316 lakosából 302 román, 6 magyar volt. Ebből 310 görögkeleti ortodox, 6 református volt.

## Látnivalók
- Szent Miklós-templom, a romániai műemlékek jegyzékében a HD-II-m-B-03310 sorszámon szerepel.